# Landesgartenschau Bad Nauheim 2010
Die 4. Hessische Landesgartenschau fand vom 24. April bis zum 3. Oktober 2010 unter dem Motto: „Traumhafte Gärten im Herzen der Stadt“ in Bad Nauheim im Wetteraukreis statt und war eine von 6 Landesgartenschauen im Jahr 2010.

## Geschichte
Bereits 2001/2002 hatte die Stadt Bad Nauheim eine Machbarkeitsstudie zur Durchführung der Landesgartenschau erstellt. Die Hessische Landesregierung entschied im November 2002, die 4. Hessischen Landesgartenschau im Jahre 2010 an die Stadt Bad Nauheim zu vergeben. Im Ergebnis eines Realisierungswettbewerbs für Garten- und Landschaftsarchitekten sowie Stadtplaner Mitte 2004 wurden 35 Arbeiten eingereicht. Das Preisgericht vergab den Ersten Preis an die k1 Landschaftsarchitekten - Kuhn Klapka GbR aus Berlin, die dann durch die Stadtverordnetenversammlung mit der Durchführung beauftragt wurde. Im April 2005 wurde durch die Stadt der Beschluss zur Gründung der Landesgartenschau Bad Nauheim 2010 GmbH getroffen. Die GmbH wurde im Juli 2005 gegründet und nahm unmittelbar ihre Geschäftstätigkeit auf. Im August 2006 bezog die GmbH die renovierten Geschäftsräume im Sprudelhof 11. Am 20. September 2006 begannen die Baumaßnahmen zur Landesgartenschau mit dem 1. Spatenstich am Kastanienrondell im Kurpark. Im Dezember 2007 folgte der Baubeginn im Goldsteinpark und bis zur Eröffnung der Landesgartenschau im April 2010 wurden die Gartenschauplanungen und die begleitenden städtischen Maßnahmen umgesetzt.

## Veranstaltungsorte

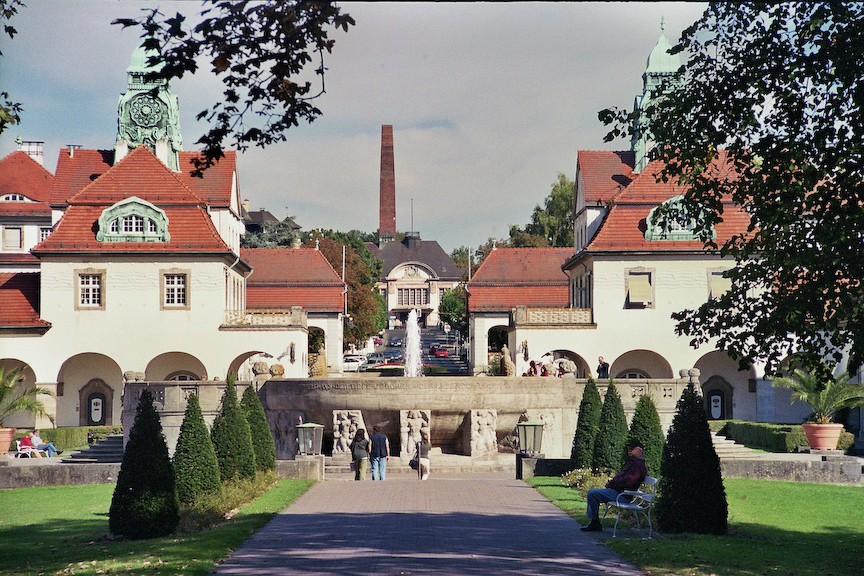
Der Sprudelhof

Die beiden zentralen Bereiche der Landesgartenschau waren der Kurpark und der Goldsteinpark.

### Kurpark
Der Kurpark wurde für die Landesgartenschau umgebaut, jedoch in seiner historischen Erscheinung erhalten. Ergänzt wurden Elemente der klassischen Gartenkunst und der Gartendenkmalpflege.

### Goldsteinpark
Der Goldsteinpark wurde zu einem Bürgerpark entwickelt. Dabei dienen die Wald- und offenen Wiesenflächen auch über die Landesgartenschau hinaus der Naherholung.

### Sprudelhof
Der Sprudelhof mit seinen drei Sprudelbecken liegt am Rande des Kurparks zwischen Bahnhof und Johannisberg. Er entstand unter dem kunstsinnigen Großherzog Ernst Ludwig von Hessen und bei Rhein (1868–1937) zwischen 1905 und 1912 und stellt die größte geschlossene Jugendstilanlage Europas dar.

### Vorgärten in der Bahnhofsallee
Als Rahmenprojekt „Grüne Straße“ wurden die Hausbesitzer in der Bahnhofsallee aufgefordert, ihre Vorgärten gärtnerisch neu zu gestalten. Die Bahnhofsallee ist die Verbindungsstraße der Kurparks und des Goldsteinparks. Die Landesgartenschau förderte 30 Prozent der Kosten oder bis zu 20.000 Euro. Die Hälfte der 13 Hausbesitzer beteiligte sich an dem Projekt.

### Themengärten

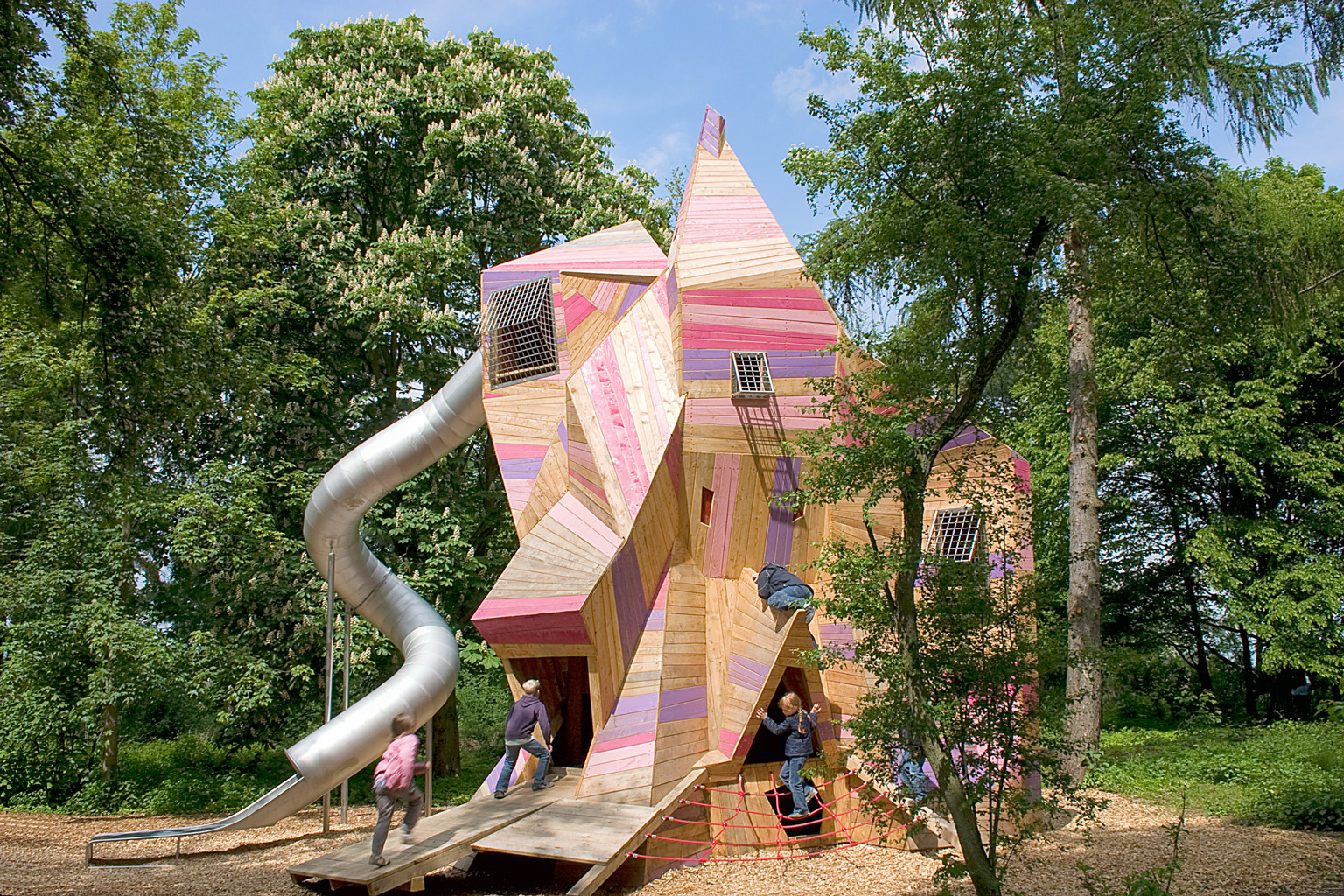
Kristallturm auf dem Waldspielplatz im Goldsteinpark

Unter dem Motto „Kristalline Gärten“ wurden während der Landesgartenschau auf einer Fläche von 3000 Quadratmetern im Goldsteinpark 25 Themengärten präsentiert, die verschiedene Gestaltungsmöglichkeiten für Gärten aufzeigten, etwa mit mediterranen Einflüssen, asiatische Referenzen oder altersgerechte Ideen. Damit wollte sich die Ausstellung den unterschiedlichen Lebenssituationen von Gartenbesitzern annähern. Die Themengärten sollten nach dem Willen des Veranstalters „Ideen vermitteln, Anregungen geben und ein Spektrum aufzeigen, der in jedem Garten möglich ist“. Auf jeweils identischen Flächengrößen wurden unterschiedliche Gartensituationen dargestellt, um ein breites Spektrum an Gestaltungsideen und -philosophien zu zeigen. Der Zuschnitt der Gärten sollte an die Symmetrie von Kristallen erinnern. Landschafts- und Gartenarchitekten des Bundes Deutscher Landschaftsarchitekten übernahmen die Planung der 25 Themengärten und entwickelten die Ideen für die einzelnen Flächen. Mitgliedsbetriebe des Fachverbandes Garten-, Landschafts- und Sportplatzbau Hessen–Thüringen, des Hessischen Gärtnereiverbandes sowie Fachbetriebe des Bundes deutscher Baumschulen setzten die Planungen um.
Die Schwerpunkte der Themengärten waren unterschiedlich gewählt: Einige Gärten sollten durch die Blütenfarbe beeindrucken, wobei Bereiche mit zwei oder drei Farben aber auch die bunte Vielfalt von Rosengärten gezeigt wurden. Andere Gärten betonten die Form des Blattes, die Färbung oder den Duft der Pflanzen oder deren besondere Erscheinungsformen. Wieder andere Gärten zeigten die Kombination verschiedener Materialien mit Sitzplätzen oder sogenannten Swimming-Teichen. An Materialien wurden Naturstein, Betonstein, Holz sowie moderne Baustoffen wie Stahl oder Glas verwendet. Bei der Hälfte der Gärten wurde das Element „Wasser“ einbezogen und variiert; ob als Teich, schlichter Brunnen, architektonisch gefasstes Becken.
| Ausstellungsdauer                                                                    | 163 Tage                                          |
| 1. Spatenstich                                                                       | 20. September 2006 am Kastanienrondell im Kurpark |
| Gesamtfläche des Geländes                                                            | 38 Hektar                                         |
| Kurpark ohne Teich                                                                   | 15 Hektar                                         |
| Teich                                                                                | 6 Hektar                                          |
| Goldsteinpark                                                                        | 17 Hektar                                         |
| Pflanzungen                                                                          |                                                   |
| Bäume und Solitärsträucher                                                           | 565 Stück                                         |
| Sträucher, Bodendecker und Rosen                                                     | 19.650 Stück                                      |
| Gräser und Stauden                                                                   | 31.725 Stück                                      |
| Rhododendren                                                                         | 350 Stück                                         |
| Blumenzwiebeln                                                                       | 350.000 Stück                                     |
| Größte Höhendifferenz: Kastanienrondell - Platz vor dem Goldsteinturm                | 32 Meter                                          |
| Länge der Sichtachse zum Goldsteinturm                                               | 350 Meter                                         |
| Gesamtlänge um den Großen Teich                                                      | 1.400 Meter                                       |
| Längste Runde im Kurpark                                                             | 2.550 Meter                                       |
| Distanz zwischen dem Haupteingang Kurpark (Sprudelhof) zum Goldsteinpark (Wäscherei) | 730 Meter                                         |
| Themengärten Kristalline Gärten                                                      | 25                                                |
| Mustergräber + Sonderbeiträge                                                        | 30                                                |
| Hallenschauen                                                                        | 11                                                |
| Veranstaltungen                                                                      | etwa 1.500                                        |

### Garten der Erinnerung
Ein Bereich der Landesgartenschau widmete sich dem Bestattungs- und Friedhofswesen. Als ein fester Bestandteil der christlich geprägten Gesellschaft im westlichen Kulturkreis ist der Brauch weit verbreitet, Gräber zu schmücken. Die Ausstellung wollte sich bewusst gegen die abnehmende Friedhofskultur stellen, da durch die mobile Gesellschaft die Möglichkeiten, gepflegte Gräber über große Entfernung hinweg zu erhalten, schwinden. Grabgestaltung und Grabmale sind ein fester Bestandteil jeder Landesgartenschau. Die Ausstellung zeigte Mustergräber, wie sich deren Gestaltung verändert hat und was heute modern ist. Insgesamt 27 Mustergräber sowie drei Sonderbeiträge dokumentierten den Standard moderner Friedhofskultur. Beispielhaft waren Urnengräber, Reihengräber und Wahlgräber angelegt. Den verändernden Bedürfnissen entsprechend wurden von Mitgliedsbetrieben des Hessischen Gärtnereiverbandes, Fachgruppe Friedhofsgärtner, neue Begräbnisformen vorgestellt wie beispielsweise eine Gemeinschaftsgrabanlage oder Wahlgräber in Sonderformen unter besonderer Berücksichtigung der Symbolik der Pflanzen.
Der Landesverband des Steinmetz- und Steinbildhauerhandwerks hatte einen Wettbewerb für die auszustellenden Grabmale ausgeschrieben. Von handwerklich-traditionell bis experimentell reichten die Entwürfe, die durch eine Fachjury ausgewählt wurden.

### Planetenwanderweg

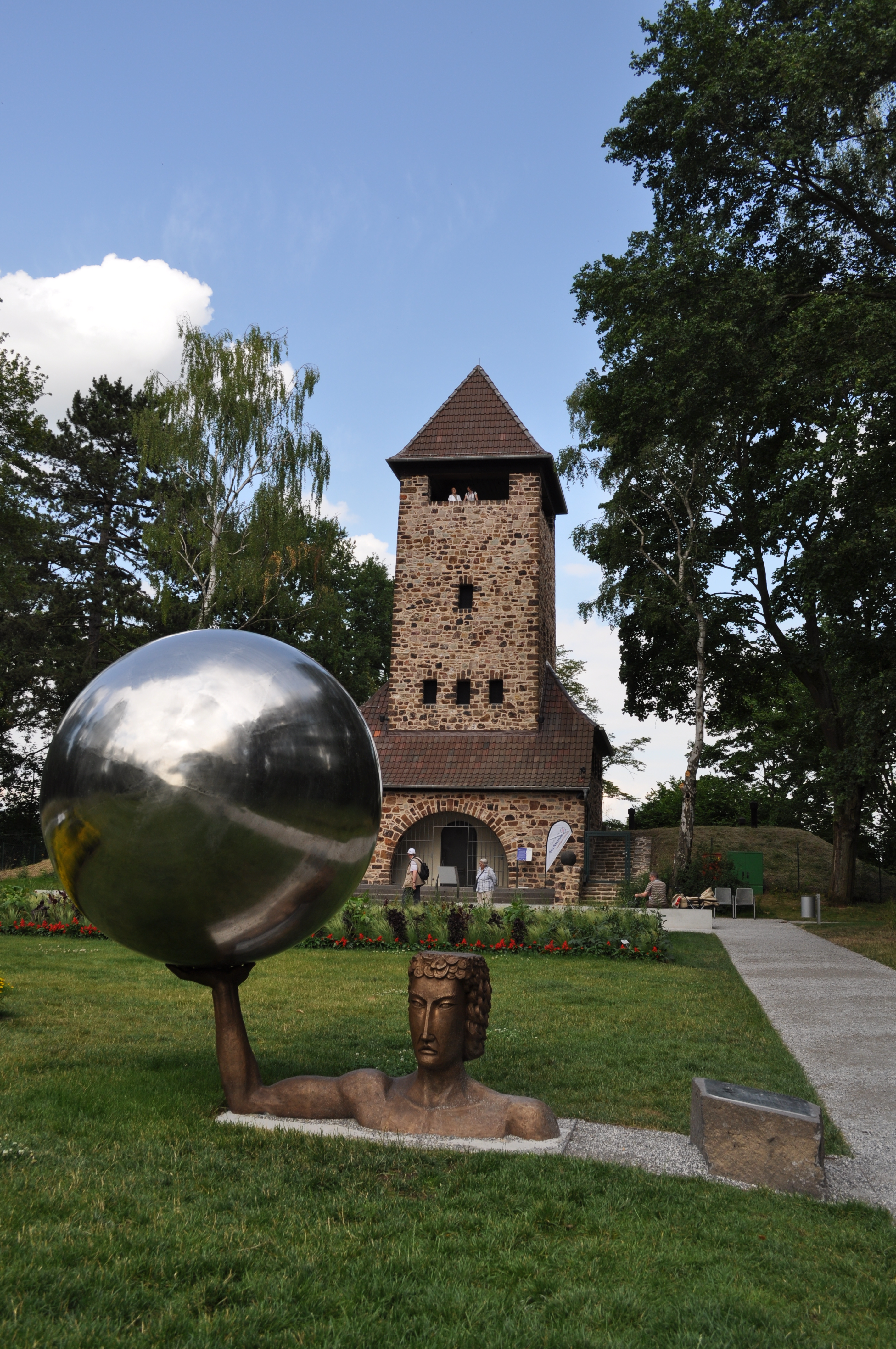
Motiv Sonne des Planetenwanderweges, im Hintergrund der Goldsteinturm

Der Planetenwanderweg wurde am 21. April 2010 mit allen Sponsoren und Initiatoren in Bad Nauheim eingeweiht.

### Blumenschauen
Eingebunden in den Goldsteinpark im Salinengebäude wurden über den Veranstaltungszeitrum verteilt elf Blumenschauen präsentiert, die unter verschiedenen Themen die Vielfalt gärtnerischen Schaffens zeigen. An den Blumenschauen waren die „grünen Verbände“ wie der Hessische Gärtnereiverband mit seinen Fachgruppen, der Fachverband Deutscher Floristen sowie eine Reihe von Gartenbaubetrieben, Baumschulen und Freundeskreisen beteiligt.
- 24.04.–02.05. Des Frühlings liebste Kinder - Frühjahr - Freude - Farbenpracht
- 07.05.–16.05. Das grüne Zimmer - Die neue Lust am Wohnen mit Pflanzen
- 20.05.–25.05. Ein kulinarischer Sommerflirt - Obst, Gemüse, Gewürze und Exoten
- 29.05.–06.06. Silberne Rose - Landesmeisterschaft Hessischer Floristen
- 11.06.–20.06. Die Königin im Pflanzenreich - Rosenbetriebe aus Steinfurth präsentieren Rosen(T)räume
- 25.06.–11.07. Grünes Gold - Raritäten und Keramik - Pflanzliche Besonderheiten in passenden Gefäßen
- 16.07.–01.08. Alte "Schätze" neu entdeckt - Nelken, Asparagus und Co.
- 06.08.–22.08. Asiatischer Zauber in Bad Nauheim - Bambus, Bonsai und Chrysanthemen
- 27.08.–05.09. Die Architektur der Farbe - Spätsommerliche Blütenpracht
- 10.09.–21.09. Wenn die Blätter bunt sich färben ... - Erntedank-Schau der Hessischen Gärtner
- 25.09.–03.10. Goldene Rose 2010 goes to ... - Deutsche Meisterschaften der Floristen

### Gärtnertreff und Gartenforum

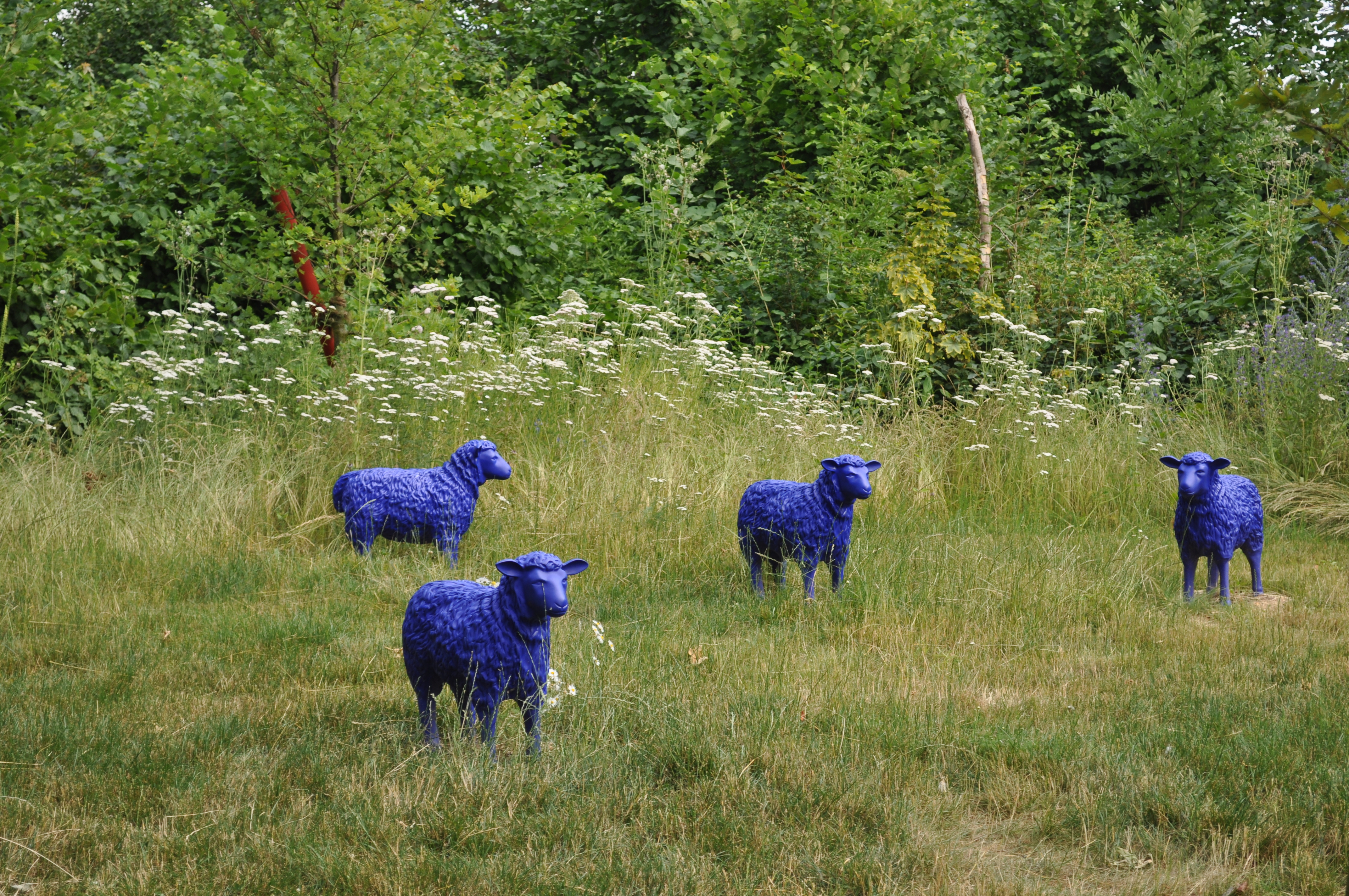
Blaue Schafe auf der Gartenschau

Ideen, Ratschläge und Anregungen für Hobbygärtner wurden im Geländeteil Goldsteinpark präsentiert. Der „Gärtnertreff“ der Fördergesellschaft Landesgartenschauen Hessen und Thüringen bot Informationen und wechselnden Ausstellungen zu gärtnerischen Themen. Im Gartenforum des Landesbetriebes Landwirtschaft Hessen erhielten die Besucher Informationen rund um den Garten, den Gartenbau und verwandte Gebiete. Fachleute gaben Tipps und Ratschläge unter anderem zur Auswahl, Pflanzung und Pflege von Obstgehölzen, von Ziersträuchern, Rosen und Gemüse sowie Beratungen zu allgemeinen wie zu speziellen Pflanzenkrankheiten. Das Angebot wurde durch praktische Vorführungen und Ausstellungen ergänzt.

### Sonstige Besonderheiten
Der Projektchor der Landesgartenschau Bad Nauheim 2010 machte bereits im Jahr 2009 Werbung für die Bad Nauheimer Veranstaltung und begleitete diese im Jahr 2010 mit 16 Auftritten. Nach Ende der Landesgartenschau formierte sich aus dem Projektchor die Chorgemeinschaft HinGehört Bad Nauheim e. V. Der Gründungstag des Vereines ist der 7. November 2010.